# Il mostro di Cleveland
 Il mostro di Cleveland (Cleveland Abduction) è un film televisivo del 2015 diretto da Alex Kalymnios e scritto da Stephen Tolkin. È interpretato da Taryn Manning, Raymond Cruz e Joe Morton. Il film ha debuttato il 2 maggio 2015 sul canale Lifetime.
Il film narra i fatti realmente accaduti a Cleveland riguardanti il rapimento di Michelle Knight ad opera di Ariel Castro, che la tenne sequestrata per 11 anni. Basato sul libro di memorie Finding Me: A Decade of Darkness, a Life Reclaimed di Michelle Knight, che fu una delle tre vittime di sequestro del caso Ariel Castro, Il film in Italia è andato in onda il 6 maggio 2018 su Rete 4.

## Trama
Michelle Knight è una madre single di 21 anni che ha perso la custodia di suo figlio. Il 23 agosto 2002, Michelle si sta recando in tribunale per riottenerne la custodia e, essendo in ritardo per l'appuntamento, accetta il passaggio di Ariel Castro, concittadino di Michelle e padre di una ragazza che la donna conosce. Tuttavia, con la scusa di farle vedere dei cuccioli a casa sua per fargliene adottare uno per fare una sorpresa al figlio, Ariel rapisce Michelle e la imprigiona, bloccandola in una delle stanze. Trovando la forza grazie alla sua fede in Dio e determinata a ricongiungersi con suo figlio, Michelle resiste ai soprusi e alle violenze di Ariel, che nel corso degli anni rapisce e violenta altre due ragazze, Amanda Berry e Georgina "Gina" DeJesus, che vengono imprigionate insieme a Michelle. Le tre ragazze diventano quindi amiche nella sventura, trattandosi come sorelle durante i loro anni di prigionia.
Quando Amanda rimane incinta del figlio di Ariel, Michelle la aiuta a partorire, eseguendo anche la rianimazione cardiopolmonare sulla bambina appena nata, sotto la minaccia di Ariel, che promette di ucciderla se la bambina di Amanda non fosse sopravvissuta. Il 6 maggio 2013, Amanda riesce a fuggire da casa grazie al fatto che Ariel era uscito di casa dimenticando di chiudere la porta; è a questo punto che la polizia arriva a liberare anche le altre due donne. Michelle deve però fare i conti con il ricongiungimento col figlio che, durante la sua assenza, è stato adottato da un'altra famiglia.